# Torrecillas de la Tiesa (kommunhuvudort)
Torrecillas de la Tiesa är en kommunhuvudort i Spanien.   Den ligger i provinsen Provincia de Cáceres och regionen Extremadura, i den centrala delen av landet, 200 km sydväst om huvudstaden Madrid. Torrecillas de la Tiesa ligger 503 meter över havet och antalet invånare är 1 185.
Terrängen runt Torrecillas de la Tiesa är huvudsakligen platt, men söderut är den kuperad. Runt Torrecillas de la Tiesa är det mycket glesbefolkat, med 7 invånare per kvadratkilometer. Närmaste större samhälle är Trujillo, 17,1 km sydväst om Torrecillas de la Tiesa. Omgivningarna runt Torrecillas de la Tiesa är huvudsakligen savann.